# صراخة
الصَّرَّاخَة هو جنس نباتات من الفصيلة القلقاسية، وهو قريب من جنس اللوف.